# Saut en hauteur masculin aux Jeux olympiques d'été de 1932
Navigation
Amsterdam 1928 Berlin 1936
L'épreuve du saut en hauteur masculin aux Jeux olympiques de 1932 s'est déroulée le 31 juillet 1932 au Memorial Coliseum de Los Angeles, aux États-Unis.  Elle est remportée par le Canadien Duncan McNaughton.

## Finale
| Rang               | Athlète           | Pays        | Marque | Notes |
| ------------------ | ----------------- | ----------- | ------ | ----- |
| Médaille d'or      | Duncan McNaughton | Canada      | 1.97   |       |
| Médaille d'argent  | Robert Van Osdel  | États-Unis  | 1.97   |       |
| Médaille de bronze | Simeon Toribio    | Philippines | 1.97   |       |
| 4                  | Cornelius Johnson | États-Unis  | 1.97   |       |
| 5                  | Ilmari Reinikka   | Finlande    | 1.94   |       |
| 6                  | Kazuo Kimura      | Japon       | 1.94   |       |
| 7                  | Misao Ono         | Japon       | 1.90   |       |
| 7                  | Jerzy Pławczyk    | Pologne     | 1.90   |       |
| 9                  | Jack Portland     | Canada      | 1.85   |       |
| 9                  | Claude Ménard     | France      | 1.85   |       |
| 9                  | George Spitz      | États-Unis  | 1.85   |       |
| 9                  | Birger Haug       | Norvège     | 1.85   |       |
| 9                  | Angelo Tommasi    | Italie      | 1.85   |       |
| 14                 | Paul Riesen       | Suisse      | 1.80   |       |